# Fizycy
Fizycy (niem. Die Physiker) – dwuaktowa komedia autorstwa szwajcarskiego pisarza Friedricha Dürrenmatta, napisana w 1961 i wystawiona 21 lutego 1962 w Zurychu przez Kurta Horwitza. W 1980 autor przerobił sztukę na potrzeby wydania dzieł zebranych. Tytułowi fizycy są pacjentami kliniki psychiatrycznej, a jeden z nich dokonuje rewolucyjnego odkrycia, które niesie ze sobą zagrożenie unicestwienia całego świata. Z tej problematyki wyłania się główne pytanie utworu o odpowiedzialność nauki wobec dokonanych przełomów. Dürrenmatt łączy ową tematykę ze swoją teorią dramatu, zgodnie z którą dziełem przypadku sprawy przybierają najgorszy możliwy obrót. Stąd utwór jest często określany jako tragikomedia bądź groteska. Premiera Fizyków była wielkim sukcesem autora. W krótkim odstępie czasu stała się ona najczęściej wystawianą sztuką teatralną w niemieckim obszarze językowym i świętowała zarazem jeden z największych powojennych sukcesów teatralnych w krajach niemieckojęzycznych. Fizycy należą poza tym do najbardziej znanych dzieł Friedricha Dürrenmatta.

## Przegląd treści
Główny wątek fabularny oscyluje wokół historii trzech fizyków, symulujących choroby psychicznie. Dwóch z nich podaje się za Alberta Einsteina i Isaaca Newtona. Trzeci z nich, Jan Wilhelm Möbius, odkrył rewolucyjną formułę, tzw. teorię wszystkiego, która w niewłaściwych rękach, mogłaby doprowadzić do unicestwienia całego świata. Utrzymując, że ukazał mu się raz król Salomon, chce on zdyskredytować własną osobę i zapobiec wykorzystaniu jego odkrycia do niecnych celów. Newton i Einstein to natomiast agenci rywalizujących ze sobą tajnych służb. Dali się zamknąć w tym samym zakładzie psychiatrycznym co Möbius, by dostać się do formuły i wykorzystać ją do własnych celów.
Fizycy zabijają swoje pielęgniarki, bojąc się o zdradę ich tajemnicy przed innymi. Gdy policja zaczyna dochodzenie w związku z serią tajemniczych morderstw, Möbius niszczy swoje formuły. Udaje mu się także przekonać pozostałych kolegów do zatajenia przed światem nabytej wiedzy, chroniąc go tym samym przed potencjalną zagładą. Jednak porozumienie fizyków przychodzi zbyt późno. Matylda von Zahnd, szpetna właścicielka i główna lekarka zakładu, zdołała na czas skopiować formuły Möbiusa. Jako jedyna w ośrodku okazuje się nie być przy zdrowych zmysłach i szczerze wierzy, że działa na polecenie króla Salomona, nosząc się z zamiarem przejęcia kontroli nad światem. Fizycy, uznani ostatecznie za szalonych w związku z serią zabójstw, nie są w stanie pokrzyżować jej planów i zostają zamknięci w zakładzie.

## Tło

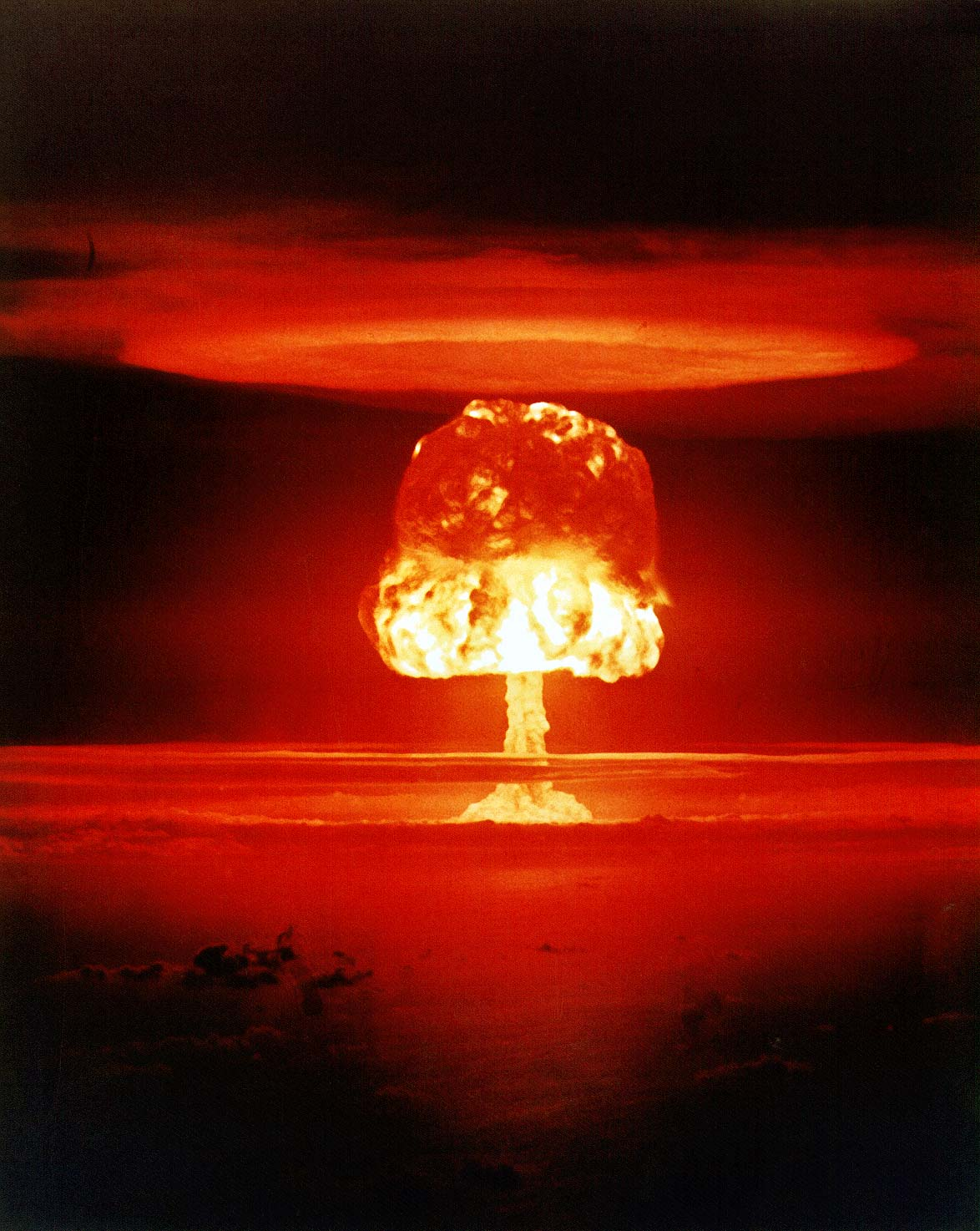
Wybuch bomy atomowej

Powstanie Fizyków zbiegło się z czasem napiętej sytuacji politycznej na świecie lat 60. i 70., z trwającą w tle zimną wojną między Stanami Zjednoczonymi i Związkiem Radzieckim oraz obawami możliwego konfliktu atomowego. Sytuacja pogorszyła się w 1961, gdy wzniesiono Mur Berliński. W 1957 roku osiemnastu fizyków jądrowych Republiki Federalnej Niemiec wystosowało manifest, w którym zwróciło się przeciw zaopatrzeniu armii w taktyczną broń atomową i jej militarnemu użyciu. W 1959 Günther Anders opublikował jego Tezy ery atomowej, oddane w podobnym tonie, do sformułowanych przez Dürrenmatta 21 punktów w jego Fizykach, zgodnych z maksymą: Co może trafić każdego, dotyczy każdego.
Lata 50. XX w. to także wzrost zaangażowania samego autora w politykę światową. W piśmie Problemy teatru z 1955 oparł on teatralną działalność na fundamencie społecznym. Zwiastunem Fizyków był już skecz Der Erfinder, napisany w 1949 dla kabaretu Cornichon. Na główny plan wysuwa się tam profesor zaopatrzony w miniaturową bombę, zdolną do zniszczenia całego świata. Jest on jednak w stanie zapewnić ludziom pokój, ukrywając ją w dekolcie pewnej damy.
W 1956 roku Robert Jungk opublikował książkę Jaśniej niż tysiąc słońc, traktującą o rozwoju bomby atomowej, tzw. projekcie Manhattan, oraz o losie naukowców w nim uczestniczących. W grudniu 1959 roku Dürrenmatt napisał recenzję do tej publikacji dla Die Weltwoche, w której to postawił tezy, występujące później w Fizykach. I tak argumentował on, że rzeczy możliwych do pomyślenia nie da się zataić. Każdy proces myślowy jest powtarzalny. Problem bomby atomowej może być rozwiązany tylko przez zgodność naukowców. Myślenie stanie się w przyszłości coraz bardziej niebezpieczne, niemożliwe jest jednak wyniesienie powinności pozostania głupcem na piedestał estetycznej formuły. Gdy rezolucje naukowców przyjdą za późno, będą mieli w rękach potęgę atomową, której nie będą w stanie pojąć.
Przez całą swoją karierę autor mierzył się z epistemologią i etycznymi pytaniami w odniesieniu do nauk przyrodniczych. Szczególne zamiłowanie z czasów szkolnych wiązał on z fizyką i matematyką. Przyznawał jednak jednocześnie, że nie były one jego mocną stroną: Czytając książki, czy to matematyczne czy fizyczne, mogłem co najwyżej mieć przeczucie co do ich treści. Dürrenmatt utrzymywał bliskie relacje z fizykami jądrowymi, w tym z Theodorem Bleulerem, którego nazwisko łudząco przypomina postać Herberta Georga Beutlera z komedii. Miejsce akcji Fizyków jest rezultatem znajomości klinki psychiatrycznej Préfargier, znajdującej się niedaleko jego miasta rodzinnego Neuchâtel, ale także zainspirowane odwiedzinami autora w innej placówce w Lozannie w 1950 roku, prowadzonej przez męża jego kuzynki. Na pytanie dlaczego z początkowo zaplanowanej roli męskiej kierownika zakładu psychiatrycznego, autor sięgnął ostatecznie po wzorzec żeński i jaką w tym rolę grała aktorka Therese Giehse, której autor dedykował utwór, Dürrenmatt udzielał różnych odpowiedzi. Jürgowi Ramspeckowi powiedział: Rzeczywiście pokazałem Giehse plan Fizyków, na co ta zareagowała chęcią zagrania roli szalonej lekarki. I tak wyszedł z tego koncept kobiety. W wywiadzie z Ursem Jennym powiedział jednak: W zasadzie owa piękna anegdota, że niby zmieniłem szalonego lekarza w lekarkę na życzenie Therese Giehse, nie jest prawdziwa. Zmiana przyniosła ze sobą decydujący kontrast, napięcie, którego już od dawna poszukiwałem. W rozmowie z Fritzem J. Raddatzem stwierdził: Najpierw zaplanowałem koncept szalonego lekarza. Później pojąłem, że naprzeciw ściśle logicznego świata fizyków może stać tylko szalona kobieta. Niczym szalony Bóg, tworzący swój wszechświat.
Sztuka powstawała równolegle z pracami nad Meteorem i opowiadaniem Weihnacht z 1959 roku. Po niepowodzeniu utworu Frank V. Opera banku prywatnego, Dürrenmatt planował napisać stosunkowo łatwą sztukę. W 1961 autor zakończył prace nad projektem. Zapiski zostały poszerzone o wskazania reżyserskie na potrzeby premiery, a dzieło ukazało się nakładem Arche Verlag w 1962 roku. Wydanie z 1980 (Diogenes Verlag) różni się od pierwowzoru niewielkimi szczegółami.

## Streszczenie

### Akt 1

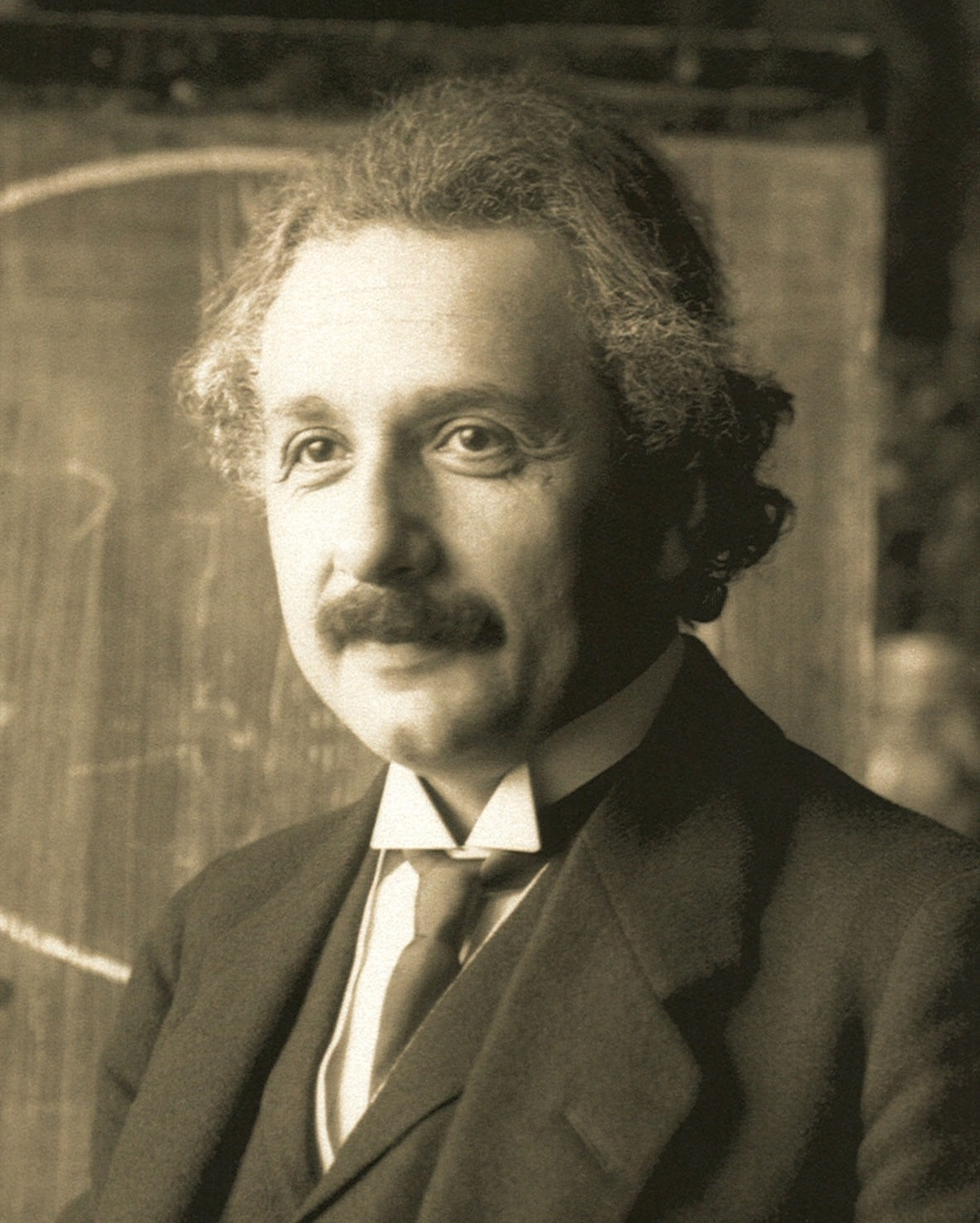
Albert Einstein

#### Czas i miejsce akcji
Małe miasteczko, centralne miejsce akcji utworu, nasuwa dzięki spokojnemu umiejscowieniu i „błękitnym” górom skojarzenia z idylliczną atmosferą. Dodatkowo niewielki uniwersytet, leżący nieopodal zakład penitencjarny oraz klinika dla psychicznie chorych, zwiększają wrażenie dekadencji i małomieszczaństwa, co wskazuje czytelnikowi na wyraźne różnice między zewnętrznymi pozorami a problemami, które się za nimi kryją. Komedia rozgrywa się w zakładzie Les Cerisiers, bloku w którym pacjentami są trzej fizycy: Newton, Einstein oraz Möbius.

#### Rozmowa między inspektorem Vossem i przełożoną zakładu
Komedia zaczyna się od przybycia inspektora Vossa do sanatorium, w związku ze śmiercią jednej z sióstr. Ta opiekowała się Einsteinem i została przez niego uduszona. W rozmowie z przełożoną, inspektor wyraża chęć przepytania sprawcy. Ta jednak przypomina mu opryskliwie, że nie ma on do czynienia z mordercą, ale szaleńcem. Ocena sytuacji przez oficera i siostrę różnią się diametralnie, a granice między prawdą a fałszem zacierają się. Przełożona próbuje przedstawić inspektora jako intruza, który zakłóca ustalony porządek zakładu. Samą śmierć jednej z pracownic określa jako mało niepokojącą i dodaje, że Einstein żałuje swego czynu i musi się uspokoić. Inspektor może więc tylko przyglądać się pacjentom, nie wolno mu też palić.

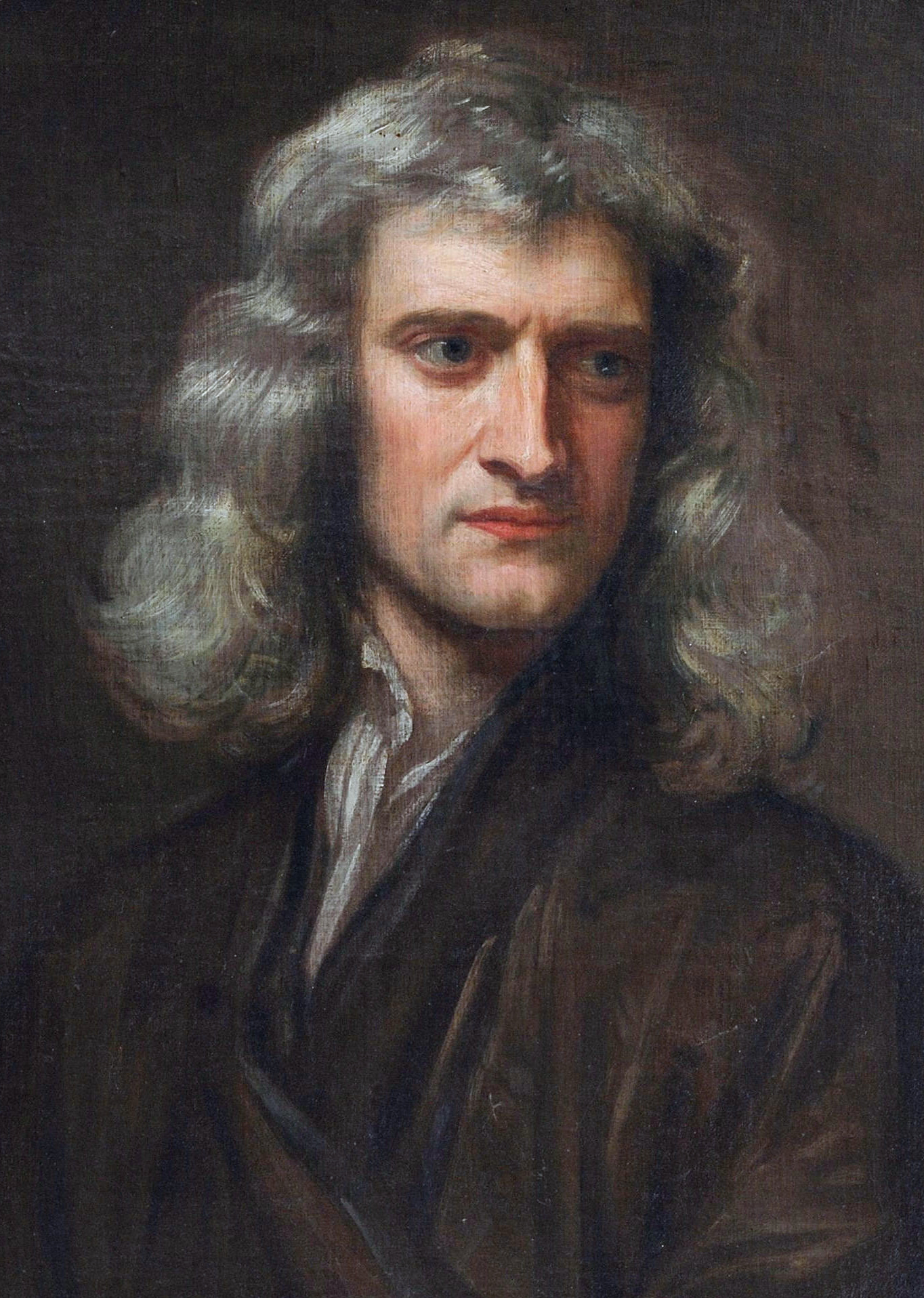
Sir Isaac Newton

#### Rozmowa między inspektorem Vossem i Newtonem
Trzy miesiące wcześniej Newton zabił swoją opiekunkę w podobny sposób, lecz i przeciw niemu inspektor nie mógł wnieść oskarżenia z uwagi na domniemane szaleństwo. W obu przypadkach pacjenci mieli zażyłe relacje z siostrami i planowali w ich towarzystwie opuścić zakład. Inspektor dostaje możliwość przepytania Newtona. Jako reprezentant państwa i policji, jest on zmuszony do prowadzenia rozmowy, owocującej pożądanymi wynikami śledczymi. Newton jednak szybko używa przeciw niemu jego własnej broni i sam rozdaje karty w konwersacji, przenosząc argumentację na wyższy poziom i stawiając inspektora w sytuacji, która go przerasta. Sam inspektor staje się winowajcą, który szaleńczymi dociekaniami zbija wszystkich z tropu. Poza tym Newton słusznie zwraca policjantowi uwagę na to, że palić mogą tylko pacjenci, a nie goście. Ta groteskowa sytuacja ukazuje szaleńcze pojęcie porządku zakładowego. Skarga Newtona, że nic nieznaczący morderca zostaje skazany, a wynalazca bomby atomowej unika wymiaru sprawiedliwości, dobrze wpisuje się w wymowę całego dzieła, w którym wyrażone są paradoksalne zdarzenia i sprzeczności mieszczańskiego porządku.

#### Rozmowa inspektora Vossa z Matyldą von Zahnd
Inspektor informuje kierowniczkę zakładu, że Newton uważa siebie także za Einsteina, na co ta odpowiada że to za kogo moi pacjenci się podają, jest ustalane przez mnie. Nasuwająca się paralela do wypowiedzi Göringa Ja ustalam, kto jest Żydem! może być sugerowana przez Dürrenmatta nieprzypadkowo i pokazuje władzę kierowniczki i jej zdolności manipulacji, tworząc z niej wcielenie zła. I tak na sugestię Vossa, iż po drugim zabójstwie zachodzi konieczność wprowadzenia dodatkowych środków bezpieczeństwa, ta odpowiada tezą, że morderstwa na siostrach są efektem serii deformacji mózgów, wywołanych promieniowaniem. Jako że trzeci pacjent nie był na nie wystawiony, nie ma już niebezpieczeństwa dla personelu. Dodatkowo próbuje ona połączyć świat szaleńców z tym normalnym, twierdząc, że zdrowi także mordują i to jeszcze częściej.

#### Odwiedziny pani Rose

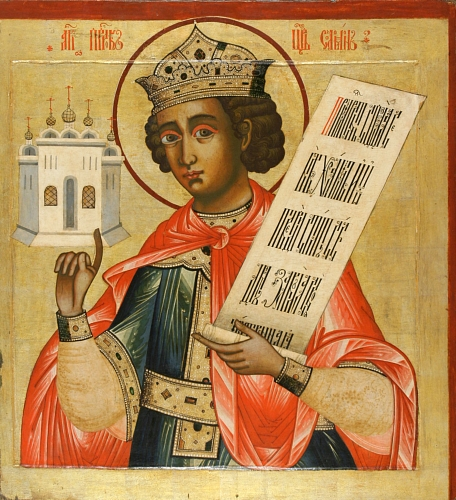
Król Salomon

Po 15 latach w odwiedziny do fizyka Möbiusa przybywa rozwiedziona z nim pani Lina Rose. Towarzyszy jej mąż Oskar Rose i troje dzieci Möbiusa, Adolf-Friedrich, Wilfried-Kaspar i Jörg-Lukas. Jej pojawianie się wprowadza czytelnika do właściwej akcji fabuły i dostarcza dodatkowych informacji co do rodziny pacjenta oraz jego zawodowej kariery. Swoje domniemane szaleństwo Möbius wzmacnia osobliwym sposobem zachowania. Siada na przewróconym stole, aby recytować psalm króla Salomona i podnosi głos na byłą małżonkę. Poza tym daje do zrozumienia, że nie rozpoznaje swojej rodziny. Jego stosunek do najbliższych jest przykładem ofiary, którą musi ponieść naukowiec, mający na celu ochronę świata przed swoimi formułami. Rodzina próbuje natomiast oddziaływać w możliwie harmoniczny sposób, mimo iż pani Rose ma wyrzuty sumienia z powodu ponownego ożenku i tym samym strach przed spotkaniem byłego męża. Zdaje się ona jednak być wciąż oddana Möbiusowi, opłacając jego studia i finansując pobyt w klinice z obawy przed wysłaniem go do państwowego zakładu. Wymuszone pojawienie się całej rodziny wytwarza wokół niej aurę śmieszności w oczach samego czytelnika. Dzieci z dostojną nieśmiałością odgrywają melodie na flecie, a pani Rose zwraca się do Möbiusa „Johannie Wilhelmie”. Konieczność zachowania zewnętrznych pozorów i mieszczańskich konwencji obnaża ich skostniałość. Przesadnym oddaniem sprawie fizyka, jak i pozornym poświęceniem drugiemu mężowi, Rose imituje tylko chrześcijańską miłość bliźniego. Oczekuje ona współczucia od innych. Ostatecznie pacjent przegania rodzinę odegraną sceną, zrywając z nią kontakt w sposób nagły i tym samym nie utrudniając pożegnania. Raz jeszcze chce on podkreślić swoje szaleństwo i chronić świat przed jego odkryciem.

#### Rozmowa Möbiusa z siostrą Moniką
Następuje zwrot akcji komedii. Siostra Monika Stettler zdradza Möbiusowi, że wierzy w króla Salomona, który miał nawiedzić fizyka i zwierza się z miłości do niego. Ten próbuje odwieść ją od zajętego stanowiska, lecz szybko dowiaduje się, że ta zaplanowała już ich wspólne życie mieszczańskie, zagrażając w ten sposób jego tajemnicy. Nie widząc innego wyjścia, Möbius dusi ją sznurkiem od zasłony. Scena pełni przede wszystkim funkcje dramatyczną, jako że śmierć trzeciej siostry, przyczynia się do tego, iż doktor von Zahnd całkowicie dyskredytuje Möbiusa przed resztą świata.

### Akt 2
Pierwsze dwie sceny drugiego aktu są powtórzeniem dochodzeń z aktu pierwszego. Tutaj jednak czytelnik ma do czynienia z „odwróconym stanem”. Akcja zgrywa się z aktem pierwszym, choć zdania i monologi są odgrywane w znacznie szybszym tempie. Zamordowane siostry zostają zastąpione przez pielęgniarzy, szczycących się tytułami mistrzów sztuk walki.

#### Rozmowa inspektora Vossa z Matyldą von Zahnd
Inspektor, który zjawił się na kolejne dochodzenie, przejmuje inicjatywę. Według niego Möbius jest teraz „sprawcą, Matylda von Zahnd mówi zaś o „mordercy”. Dyrektorka odgrywa zmieszaną całą sytuacją i robi wrażenie zaskoczonej zabójstwem. Inspektor oddala od siebie odpowiedzialność za wyjaśnienie sprawy, kapitulując przed sytuacją, której nie może zmienić. To może być rozumiane jako odzwierciedlenie społeczeństwa, w którym dopasowanie przedłożone jest oporowi, co ostatecznie przynosi poczucie większej wolności.

#### Möbius i Matylda von Zahnd
Möbius jak zwykle wymawia się opowieścią o królu Salomonie, który mu się miał ukazać, udzielić instrukcji i dopomóc w osiągnięciu geniuszu. Mimo iż jego szaleństwo jest symulowane, to dyrektorka daje wiarę pacjentowi. Przed uważnym czytelnikiem rysuje się w tym momencie obraz obłędu kobiety.

#### Rozmowa fizyków
Rozmowa ma miejsce w czasie kolacji i stanowi punkt kulminacyjny sztuki.
Część pierwsza: Fizycy przyznają współmieszkańcom, że nie są szaleni. Newton to naprawdę Alec Jasper Kilton, pomysłodawca „nauki odpowiedników”, pracujący jako agent (prawdopodobnie CIA) dla zachodniego bloku (kapitalizm, USA). Podobnie Einstein, który w rzeczywistości jest Josephem Eislerem, dokonał odkrycia „efektu Eislera” i pracuje dla bloku wschodniego (komunizm, ZSRR). Obaj chcą uzyskać dostęp do prac Möbiusa, który odkrył tzw. teorię wszystkiego i trzyma ją w tajemnicy przed światem. Jego starania okazują się być daremne. Każdy z agentów chce pozyskać formuły dla swoich krajów. Obaj wyciągają pistolety, lecz szybko zdają sobie sprawę z bezsensowności pojedynku, jako że każdy z nich świetnie posługuje się bronią.
Część druga: Dyskurs między fizykami o możliwościach naukowych badań w dzisiejszym świecie stanowi punkt kulminacyjny komedii. W rozmowie fizycy reprezentują następujące pozycje:
| Einstein (Eisler) | Newton (Kilton) |
| --- | --- |
| chcą pozyskać Möbiusa dla swoich rządów | |
| - zwraca uwagę na powinność Möbiusa jako naukowca, by ten podzielił się swoimi odkryciami ze światem - nie ma jednak rzeczywistego wpływu na polityczne zwierzchnictwo - domaga się rozstrzygnięcia na rzecz określonego politycznego systemu → nie daje gwarancji za użycie naukowej formuły | - kusi Nagrodą Nobla - naukowcy nie są odpowiedzialni za wykorzystanie ich odkryć → odrzuca wszelką odpowiedzialność i składa ją w ręce ogółu |
| Möbius | |
| chce pozostać w zakładzie psychiatrycznym | |
| - określa złudne możliwości wolnego wyboru jako ślepą uliczkę - Drogi Kiltona i Eislera prowadzą ku katastrofie - Nie wolno stawiać na szali bezpieczeństwa całej ludzkości → jego rozwiązanie: Wycofanie się z naukowych odkryć                                                              | |

Kiedy Möbius oznajmia, że spalił swoje zapiski, agenci rozpoznają brak sensu dalszej walki i odkładają broń. Möbius próbuje następnie przekonać pozostałych do pozostania w zakładzie. Nauka staje się w jego oczach straszna, badania są niebezpieczne, a zrozumienie zabójcze. Jedyną możliwość widzi on w kapitulacji przed rzeczywistością i wycofaniu się z naukowych wniosków. Tylko w zakładzie wolno nam myśleć. Na wolności nasze myśli są materiałem wybuchowym. To jednak nie zraża agentów, którzy noszą się z zamiarem opuszczenia kliniki. Möbius wspomina więc także o popełnionych zabójstwach. Jeśli ich wiedza dostanie się na zewnątrz, morderstwa, których się dopuścili, pójdą na marne i staną się, nie jak do tej pory, aktem poświęcenia dla ludzkości, lecz zwykłą zbrodnią, co z kolei uczyni z nich pospolitych morderców. Taką argumentacją udaje mu się przekonać rozmówców do pozostania w zakładzie w ramach odpokutowania za ich czyny i tym samym przyczynienia się do ocalenia ludzkości. Komedia zdaję się więc przybierać oznaki szczęśliwego zakończenia. Protagoniści poświęcają samych siebie, odpokutowują winy, a zakłócony porządek świata zdaje się powracać na właściwe tory. Fizycy zmierzają do swoich pomieszczeń.

#### Zakończenie
Dyrektorka zakładu przywołuje fizyków z ich pokoi i nakazuje zabranie broni. Następnie oznajmia, że także jej od lat ukazywał się król Salomon. Stwierdzenie to utwierdza czytelnika w przekonaniu, iż to właśnie ona jest jedyną szaloną osobą w całej placówce. Przyznaje, że nasłała wszystkie trzy siostry na nieświadomych niczego fizyków, przyczyniając się ostatecznie do ich śmierci. Naukowcy zostają zamknięci w zakładzie, w którym uchodzą tylko za „sprawców”, podczas gdy na zewnątrz byliby „mordercami”. Matylda von Zahnd skopiowała wszystkie zapiski Möbiusa, nim ten zdołał je zniszczyć. Współgra to z poglądem autora, iż to co raz zostało pomyślane, nie może być cofnięte. Dyrektorka spodziewa się dużych zysków, nie biorąc pod uwagę zagrożeń, jakie niesie ze sobą niesprawdzona technologia. Trzej naukowcy zostają zamknięci w zakładzie z powodu ich domniemanego szaleństwa. Wyznanie kierowniczki placówki idzie w parze z formułą wydarzeń przybierających obrót najgorszy z możliwych, zaprezentowanej przez autora wraz z innymi 21 postulatami. Ów scenariusz jest zupełnie przypadkowy, jako że fizycy nie są w stanie przewidzieć zamiarów dyrektorki, podobnie jak sam czytelnik.

#### Monologi końcowe
W trzech ostatnich monologach głos zabierają Kilton, Eisler i Möbius. Odgrywając ich pierwotne role, tajni agenci znów podają się za Einsteina i Newtona, a Möbius w pełni identyfikuje się z królem Salomonem: Jestem Salomonem, nieszczęsnym królem Salomonem. Zakończenie przypomina rozprawę sądową, w której oskarżeni po skazaniu wygłaszają mowy końcowe. Wszyscy trzej symbolizują trzy stopnie naukowego postępu:
- Newton reprezentuje klasyczny ideał jedności nauki. Wyniki badań są w jego czasach jeszcze niekwestionowanymi sukcesami i postępem dla ludzkości, a krytyczne spojrzenie nie występuje.
- Einstein zmaga się początkowo z konfliktem moralnym, nie będąc w stanie kontrolować przeprowadzanych badań i stojąc przed dylematem wyboru nauki i etyki. Kocha ludzkość, jednak zaleca budowę broni masowego rażenia. Jego badania są wykorzystywane jako środek władzy. Pojmuje on etyczne wyzwania, choć on sam nie potrafi im podołać.
- Möbius symbolizuje naukowe wizje przyszłości i obraz ludzkości w jej finalnym stadium. Ludzie zniszczyli świat swoimi odkryciami. Niegdyś bogaty, mądry i potężny król Salomon stał się biednym nieszczęśnikiem. Podobnie jak on, także nauka straciła jej pierwotną moc, za późno rozpoznając jej etyczną odpowiedzialność i doprowadzając ludzkość do nieszczęścia[16].

## Interpretacja
Autor stawia w komedii pytanie o etykę naukową i wskazuje na problem nieodwracalności odkryć i przemyśleń. Bez wiedzy Möbiusa dyrektorka zakładu wchodzi w posiadanie formuł naukowca i ma możliwość kontroli całego świata.
Newton i Einstein reprezentują dwa różne etapy nauki, które nie muszą być koniecznie wiązane z dwoma blokami politycznymi. Newton stoi za ideą „czystej nauki”, uprawianej dla niej samej, podczas gdy Einstein jest reprezentantem jej pragmatycznego zastosowania. Z obydwu podjeść wyłania się wiedza, która ostatecznie okazuje się być zgubną. Tym samym obaj naukowcy zawodzą w ich staraniach. Möbius próbuje im umknąć i można go umiejscowić pomiędzy obiema postawami, choć ten rozwija później jeszcze inne podejście, bazujące na izolacji i wycofaniu się. Fakt, że on sam także ponosi klęskę, sugeruje negatywny kierunek, wyznaczony przez naukę.
Można przypuszczać, iż Matlyda von Zahnd sama jest pacjentką zakładu psychiatrycznego i tylko odgrywa rolę lekarki i dyrektorki. Z samego początku sztuki wynika jednak, że ta odziedziczyła placówkę od jej rodziny i zainwestowała pieniądze w sanatorium. Tak więc rzeczywiście jest ona jego posiadaczką i kierowniczką, mimo wyraźnie rysujących się objawów choroby psychicznej. Ostatecznie dochodzi ona do wniosku, że także jej ukazał się król Salomon, zamierzając uzyskać kontrolę nad światem. Także pytanie o poczytalność i prawdziwą tożsamość Newtona i Einsteina nie ma kluczowego znaczenia. Na pierwszy plan wysuwa się fakt, iż formuła naukowa dostaje się w niepowołane ręce.
Autor udowadnia w komedii, że wspólne problemy mogą być rozwiązane wspólnym wysiłkiem. Dlatego pomysł izolacji, postulowany przez Möbiusa, mija się z celem, jako że zostaje on ostatecznie przechytrzony przez dyrektorkę. Problemu tego nie mogą rozwiązać także wszyscy naukowcy. W pierwszym akcie Dürrenmatt porusza kwestię konieczności postrzegania Ziemi jako jedynej przestrzeni życiowej. Gdy w czasie wizyty jego rodziny Möbius deklamuje psalm podróżnika kosmicznego, dostarczonego mu rzekomo przez króla Salomona, staje się jasne, że Ziemia jest jedynym domem ludzkości, a nauka powinna ją chronić przed niebezpiecznymi odkryciami (W przypadku Fizyków, to dociekania Möbiusa są groźne dla świata). Jeśli to się nie uda, to zbiegający ludzie „będą tonąć w kurzu i pustyniach Księżyca”, „gotować się w wyziewach ołowiu Merkurego” bądź „rozpuszczać w kałużach ropy na powierzchni Wenus”.

## Charakterystyka postaci
Jan Wilhelm Möbius
Jest fizykiem, który dokonał wielu odkryć (w tym sformułował teorię wszystkiego). Ponieważ jest o świadom swoich dokonań i przyjmuje na siebie jarzmo odpowiedzialności, symuluje chorobę psychiczną, nie chcąc stanowić zagrożenia dla ludzkości. Szybko zostaje więc zamknięty w zakładzie psychiatrycznym. Tam twierdzi, że wszystkie odkrycia zawdzięcza królowi Salomonowi, który nawiedza go pod nieobecność innych. Jednak niegdyś mądry król Salomon staje się nieszczęsnym królem prawdy, który siedząc w swoim pokoju na wywróconym stole, deklamuje psalmy, kreując w ten sposób ciemny obraz możliwych skutków poznania. Dodatkowo w czasie wizyty pożegnalnej jego byłej żony, protagonista utrzymuje, że nie zna dzieci, przybyłych wraz z nią, ułatwiając w ten sposób rozstanie całej rodzinie. Przykładem ofiary, jako ponosi fizyk, jest też odrzucenie propozycji małżeństwa siostry Moniki, która zdołała przejrzeć grę naukowca. Mimo iż ten się w niej kocha, to targa się na jej życie, by nie wyjść na wolność. Ostatecznie zostaje on jednak namierzony przez rywalizujące ze sobą stronnictwa polityczne. Pali on swoje notatki, nie wiedząc przy tym, że dyrektorka von Zahnd wcześniej zrobiła ich kopie.
Herbert Georg Beutler, podający się za Newtona, właściwie Alec Jasper Kilton
To drugi z fizyków, który jest pacjentem w zakładzie. Później wychodzi na jaw, że nie jest on szaleńcem, a agentem pracującym dla bliżej niesprecyzowanych zachodnich służb specjalnych. Aby dostać się do zapisków Möbiusa, podejmuje naukę języka niemieckiego i symuluje chorobę psychiczną (podaje się za Sir Isaaca Newtona). Próbuje przekonać swojego kolegę do pomocy w obronie zachodnich wartości jego kraju. Obiecuje mu przy tym Nagrodę Nobla i wskazuje na naukowy obowiązek dzielenia się odkryciami z ludzkością. Odrzuca on ideę odpowiedzialności naukowca za jego odkrycia, składając ją na barki wszystkich ludzi.
Ernst Heinrich Ernesti, podający się za Einsteina, właściwie Joseph Eisler
Trzeci z fizyków, symulujący chorobę psychiczną. Także on jest agentem zimnowojennego bloku wschodniego. Śledzi działania Möbiusa i zamierza wraz z nim uciec z placówki. Domaga się jego decyzji w sprawie poparcia dla systemu politycznego i służby temu systemowi. Przyznaje jednak, że naukowiec nie jest w owej konstelacji całkowicie wolnym i nie ma wpływu na polityczne zwierzchnictwo. Jako fizyk nie może także ręczyć za zastosowanie naukowych odkryć. Ostatecznie składa odpowiedzialność w rękach sprawujących władzę.
Dyrektorka Matylda von Zahnd
55-letnia garbata lekarka jest właścicielką sanatorium i ostatnią spadkobierczynią dynastii szlacheckiej. W rzeczywistości szalona, jawi się z początku jako jedyna osoba przy zdrowych zmysłach. Udaje wielkoduszną, dobrą i opiekuńczą Samarytankę, jednak pod koniec okazuje się być opętaną żądzą władzy kobietą bez skrupułów. Dzięki sztuce planowania i manipulacji dostaje się do przełomowych manuskryptów Möbiusa. Reprezentuje niekontrolowaną i groźną „trzecią władzę”.
Komisarz Ryszard Voss
Jest dobrze wykształconym i doświadczonym oficerem policji, zmagającym się z nadmiarem pracy i odczuwającym zmęczenie zawodem. Nosi charakterystyczny płaszcz i kapelusz. W pierwszym akcie próbuje przywrócić zachwianą sprawiedliwość, chcąc ukarać morderców stosowanie do ich zbrodni. To mu się jednak nie udaje, gdyż na swojej drodze spotyka pokrętne zasady porządkowe zakładu psychiatrycznego. W akcie drugim godzi się na ów porządek i nie czuje się już zobligowanym do aresztowania sprawców.
Siostra Monika Stettler
Jest młodą i naiwną pielęgniarką, która rozumie pacjentów i która odpowiednio potrafi wczuć się w sytuację. Czuje się jednak wykorzystywana w zawodzie, poświęcając się ludziom, którzy nie są jej bliscy. Od dwudziestu lat opiekuje się Janem Wilhelmem Möbiusem i rozpoznaje taktyczną grę fizyka. Darzy go uczuciem, uważa za geniusza i nie akceptuje marnotrawienia jego potencjału. Sama zdążyła już nawet zaplanować ich wspólne życie. Pochłonięta przygotowaniami i radością, nie zdaje sobie sprawy z nastawienia samego Möbiusa. Ostatecznie więc ginie z jego ręki, by ten mógł zataić swoje odkrycia przed światem.
Adolf-Friedrich, Wilfried-Kaspar, Jörg-Lukas
Dzieci pojawiają się w akcie pierwszym komedii. Ich nagłe i bolesne rozstanie z biologicznym ojcem Möbiusem, wskazuje na okrutną naturę utraty kontaktu z rzeczywistością przez dyrektorkę zakładu. One same symbolizują ostatni punkt odniesienia naukowca do świata zewnętrznego. Tak jak Möbius, który w pierwszym akcie traci kontakt z potomstwem, tak i dyrektora zatraca poczucie rzeczywistości i nie znajduje już wyjścia z choroby psychicznej. Pojawienie się dzieci jest ważnym elementem komedii i jest zwiastunem nadchodzących wydarzeń.

## Teoria dramatu Dürrenmatta

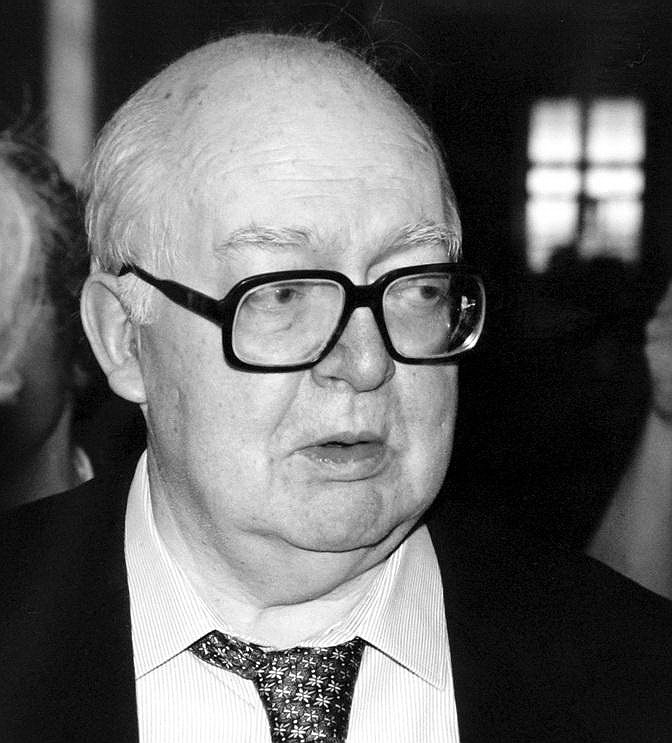
Friedrich Dürrenmatt

W akcie drugim swoje zastosowanie znajduje także teoria dramatyczna autora: Najgorszy możliwy scenariusz, jaki może zajść w danej historii, to ten z komedii. Problemy współczesnego społeczeństwa można co najwyżej skwitować śmiechem, a jeśli śmierć stałaby się zjawiskiem masowym, tragedia przestałby być interesująca. Komiczne nie są dialogi, ale groteskowe sytuacje. Te stanowią ważne momenty utworu (dyrektorka jest jedyną osobą chorą psychicznie w całym zakładzie, obraz zadbanego miasta z zakładem karnym na bagnistym terenie).
Na początku komedii autor formułuje 21 tez. Niektóre z nich to:
- Najgorszy możliwy scenariusz jest nieprzewidywalny. Występuje zawsze przez przypadek.
- Nośnikami dramatycznej akcji są ludzie.
- Im bardziej planowe postępowanie ludzi, tym skuteczniej trafi ich działanie przypadku.
- Dramat o fizykach musi być paradoksalny.
- Treść fizyki dotyczy fizyków, jej wyniki całej ludzkości.
- Co dotyczy wszystkich, tylko wszyscy mogą rozwiązać.
- Każda indywidualna próba rozwiązania tego, co dotyczy wszystkich, nie może się udać.
- Rzeczywistość jawi się w paradoksie.

## Budowa
Dürrenmatt podzielił komedię na dwa akty. Akt drugi jest odwróceniem aktu pierwszego. I tak sceny początkowe aktu pierwszego, jak i drugiego wykazują cechy wspólne. W obu przypadkach jest to widoczne na przykładzie powtarzającej się sytuacji uduszonych pielęgniarek, także zaakcentowane podjęciem motywu palenia i picia, jak i przedstawieniem podobnych czynności (fotografowanie). Funkcja odwracająca z aktu drugiego staje się widoczna przez zmodyfikowaną charakterystykę postaci komedii. Inspektor, który początkowo nie zważał na wartości otaczającego świata (motyw palenia), uczy się ich w akcie drugim niemalże na pamięć. On sam jednak nie jest ich ucieleśnieniem i odrzuca wszelką odpowiedzialność państwową za losy Möbiusa, składając je w ręce dyrektorki. Również jej postać jest odwrócona w sztuce. Filantropka z pierwszego aktu zostaje zastąpiona w drugim jej prawdziwym ja. Jej monolog, ukazujący zamiary kobiety, inicjuje „obrót najgorszy z możliwych”. Ironicznie uwypuklone zostają paradoksy zwariowanej lekarki i genialnych pacjentów, co podkreśla groteskowość i zwiastuje nadchodzącą katastrofę. Autor zmusza w tym miejscu czytelnika do refleksji nad aktem pierwszym i przygotowuje go na negatywny zwrot akcji. Rysuje też sylwetki osób, które odrzucają wszelką odpowiedzialność (inspektor, misjonarz Rose, pani Rose). W akcie drugim sytuacja się odwraca i na jaw wychodzą prawdziwe okoliczności, prowadzące do katastrofy.

## Recepcja

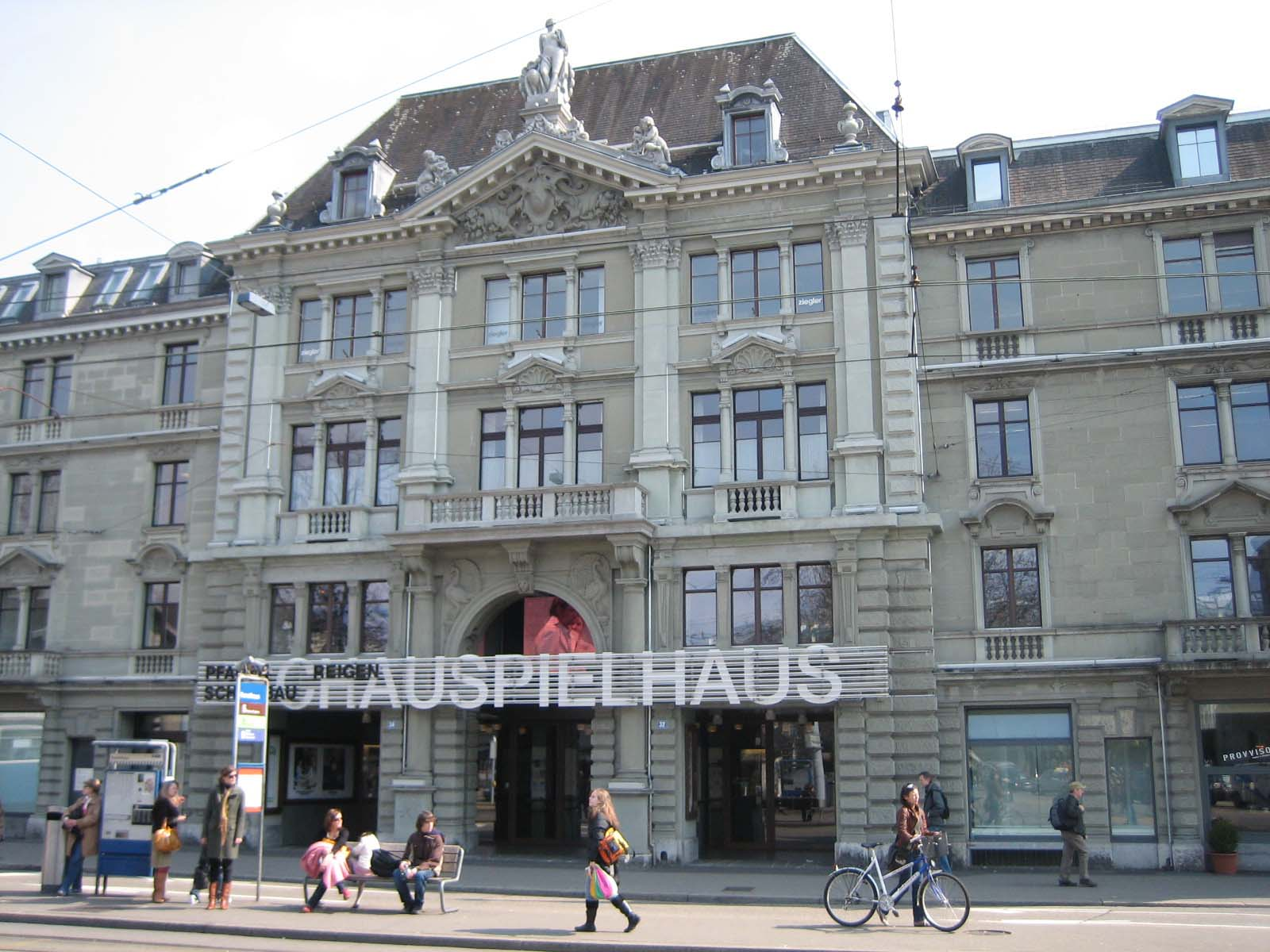
Schauspielhaus Zürich

Komedia stała się teatralnym wydarzeniem sezonu. Jej premiera odbyła się w teatrze w Zurychu 21 lutego 1962 roku. Sztuka została wystawiona pod kierownictwem Kurta Horwitza, a główne role zagrali Hans Christian Blech, Gustav Knuth, Theo Lingen (trzech fizyków) oraz Therese Giehse (Matylda von Zahnd). Zainteresowanie było tak duże, że „premiera” została rozdzielona na trzy wieczory. Komedia przyniosła autorowi sławę w Szwajcarii, gdzie w modę weszła potrzeba uznania dla dramaturga, którym to cieszył się już za granicą. Jego Fizycy nie okazaliby się fiaskiem w teatrze w Zurychu, nawet jeśliby na to zasłużyli.
Na temat premiery Irma Voser mówiła: Jeśli spojrzy się na ów wieczór, to ma się wrażenie, że poznało się dzieło zdumiewające. Przed nami odgrywa się seria scen, w których w najbogatszej gradacji nachodzą na siebie i mieszają się demoniczność z groteską, zimna argumentacja oraz osobliwe efekty, pierwszoplanowa szkaradność i zatrważające spekulacje. To co Dürrenmatt uwidacznia, choćby w przypadku gry na skrzypcach Einsteina, nieprzerwanej zmiany pozycji, jest po prostu mistrzowskie i jedyne w swoim rodzaju. Ivan Nagel wspominał o akcji, która poruszyła widzów: Co w pierwszym momencie brzmi trywialnie i niesmacznie (…), ustępuje w następnym ze zdumiewającą gwałtownością. (…). Wieczór kończy się potwierdzeniem ekstrawaganckiej siły i oryginalności Dürrenmatta.
W niemieckich teatrach sztuka inaugurowała 22 września 1962 roku w Monachium. W latach 1962/63 była w Niemczech wystawiana 1598 razy, co stawiało ją przed Andorrą Maxa Frischa z liczbą 934 wystawień. Lata po napisaniu sztuki przez Dürrenmatta jego Fizycy byli obok Wizyty starszej pani i Meteoru najczęściej wystawianą sztuką autora.
Komedia, przetłumaczona na angielski przez Jamesa Kirkupa, miała premierę w Londynie 9 stycznia 1963 roku. Inscenizacja w reżyserii Petera Brooka w Aldrych Theatre okazała się być wielkim sukcesem. Dzieło Dürrenmatta zostało wystawione także na nowojorskim Broadwayu 13 października 1964 roku. Mimo iż amerykańska krytyka teatralna polecała „zbyt kompleksową” sztukę tylko intelektualnej publice, to komedia stała się tam hitem sezonu.
Inscenizacja Friedricha Dürrenmatta we współpracy ze Schweizer Tournee-Theater miała miejsce w 1973 roku i została nagrodzona owacjami. Irma Voser mówiła jednak: Inscenizacja zebrała gromkie brawa, co wyróżniało przede wszystkim Charlesa Regniera, ale partytura Dürrenmata jest tylko w tle. Staranna choć średnia adaptacja.
W literaturoznawstwie Fizycy byli porównywani z Życiem Galileusza Bertolda Brechta. Manfred Durzak widział sztukę Dürrenmatta jako cofnięcie Galileusza Brechta. Perspektywa przyszłości, uwidoczniona u Brechta tym, że zagwarantowany zostaje obiektywny rozwój nauki, ustępuje u Dürrenmatta całkowitemu zwątpieniu. Franz-Norbert Mennemeier powołał się na te porównanie i widział w dziele autora koniec epoki(…). Co było dumą XIX wieku – nauki przyrodnicze czy wiara w postęp – zostaje odprawione tu w każdej postaci. Urs Jenny twierdził, że Dürrenmatt w jego Fizykach odnalazł ten typ dramatu, który jest adekwatny do beznadziejnej sytuacji fizyki, a owej beznadziejności pozwala on się odsłaniać z wielkim napięciem.

## Adaptacje
- 1964 – Spektakl telewizyjny Die Physiker, Süddeutsche Rundfunk, reżyseria: Fritz Umgelter, występują: Therese Giehse, Wolfgang Kieling, Gustav Knuth i Kurt Ehrhardt[28].
- 1966 – Spektakl telewizyjny Fizycy, reżyseria: Ludwik Rene, scenografia: Ewa Starowieyska, muzyka: Tadeusz Baird[29].
- 1985 – Widowisko telewizyjne Fizycy, reżyseria: Samir Ibrahim Zedan, występują: Wanda Wieszczycka, J. Głoskowski, Ryszard Kotys, Maciej Małek[30].
- 1987 – Spektakl telewizyjny Fizycy, reżyseria: Tadeusz Lis, występują: Anna Polony (Doktor Matylda von Zahnd), Jan Peszek (Jan Wilhelm Mobius), Gustaw Lutkiewicz (Georg Beutler, zwany Newtonem), Stefan Szramel (Henryk Ernesti, zwany Einsteinem), Andrzej Balcerzak (Ryszard Vos, inspektor policji), Maria Nowotarska (Lina Rose), Izabela Połabińska (Przełożona pielęgniarek), Andrzej Kozak (Oskar Rose, misjonarz)[31].
- 1988 – Film produkcji radzieckiej Fiziki(inne języki), Lentelefilm studio[32].
- 2000 – Andreas Pflüger skomponował operę Die Physiker, zainspirowaną komedią Dürrenmatta.